# George Abbott
George Abbott   (Forestville, 25 de juny de 1887 - Miami Beach, 31 de gener de 1995) va ser un productor i director de teatre estatunidenc, dramaturg, guionista i director de cinema i productor, la carrera del qual s'estengué durant nou dècades.

## Biografia

### Primers anys
Abbott va néixer a Forestville, Nova York, fill de George Burwell Abbott i Hannah May McLaury. Més tard es va traslladar a la ciutat de Salamanca, on el seu pare va ser escollit dues vegades alcalde. El 1898, la seva família es va traslladar a Cheyenne, Wyoming, on va assistir a l'Acadèmia Militar de Kearney. Al cap d'uns anys, la seva família va tornar a Nova York i es va graduar a l'escola secundària d'Hamburg el 1907. Quatre anys més tard, va obtenir el títol de Bachelor of Arts a la Universitat de Rochester, on va escriure la seva primera obra, Perfectly Harmless, per al Club Dramàtic de la Universitat. Abbott va assistir a la Universitat Harvard per fer un curs de dramatúrgia de George Pierce Baker. Sota la tutela de Baker, va escriure The Head of the Family, que es va representar al Harvard Dramatic Club el 1912. Després va treballar durant un any com a "autor, gofer i actor" al Bijou Theatre de Boston, on la seva obra The Man in the Manhole va guanyar un concurs.

### Carrera
Abbott va començar a actuar a Broadway el 1913, debutant a The Misleading Lady. Mentre actuava en diverses obres de teatre a la ciutat de Nova York, va començar a escriure; la seva primera obra d'èxit va ser The Fall Guy (1925).
Abbott va adquirir una reputació com a astut "metge de l'espectacle". Sovint se li cridava a supervisar els canvis quan un espectacle tenia dificultats en proves o previsualitzacions abans de la seva estrena a Broadway. El seu primer èxit va ser Broadway, escrita i dirigida en col·laboració amb Philip Dunning, l'obra del qual Abbott va "reordenar". Es va estrenar el 16 de setembre de 1926 al Broadhurst Theatre i va dur a terme 603 representacions. Van seguir altres èxits, i va ser un any rar que no tingués una producció d'Abbott a Broadway.
També va treballar a Hollywood com a guionista i director de cinema mentre continuava amb la seva obra teatral.
Entre els que van treballar amb Abbott al començament de la seva carrera hi ha Desi Arnaz, Gene Tierney, Betty Comden, Adolph Green, Leonard Bernstein, Jule Styne, Stephen Sondheim, Elaine Stritch, John Kander, Fred Ebb, Carol Burnett i Liza Minnelli. Va introduir el "ritme ràpid i estretament integrat que va influir" en els intèrprets i especialment en directors com Jerome Robbins, Bob Fosse o Hal Prince.
El 1963 va publicar la seva autobiografia, Mister Abbott.
Va estar actiu fins al final: el 1982 dirigí un revival de On Your Toes, quan ja tenia 95 anys; i el 1994 revisà el llibret i feu de consultant pel nou revival de Damn Yankees.

## Vida personal
Abbott va estar casada amb Edna Lewis des del 1914 fins a la seva mort el 1930; van tenir un fill. L'actriu Mary Sinclair va ser la seva segona esposa. El seu matrimoni va durar des del 1946 fins al divorci del 1951. Va tenir un llarg romanç amb l'actriu Maureen Stapleton del 1968 al 1978. Ella tenia 43 anys i ell tenia 81 anys quan van començar la seva aventura, i deu anys després Abbott la va deixar per a una dona més jove. La seva tercera esposa va ser Joy Valderrama. Es van casar des del 1983 fins a la seva mort el 1995.
Abbott va ser un home vigorós que va romandre actiu passats els seus 100 anys jugant al golf i ballant. Va morir d'un ictus el 31 de gener de 1995, a Miami Beach, Florida, als 107 anys. La necrològica del The New York Times deia: "La senyora Abbott va dir que una setmana i mitja abans de la seva mort dictava les revisions del segon acte de Pajama Game pensant en un revival, a més de treballar en un revival de Damn Yankees. Als 106 anys, va caminar pel passadís la nit d'estrena del revival de Damn Yankees i va rebre una ovació. Es va sentir com li deia al seu company, "Hi deu haver algú important aquí". "Només tretze dies abans del seu 107è aniversari, Abbott va fer una aparició als 48è Premis Tony, arribant a l'escenari amb els seus antics alumnes de Damn Yankees, Gwen Verdon i Jean Stapleton, al final del número inicial, una medley interpretada pels nominats al millor revival d'un musical, que incloïa included Grease, She Loves Me, Carousel, i el seu propi Damn Yankees.
A més de la seva dona, que va morir el 2020 als 88 anys, a Abbott li va sobreviure una germana, Isabel Juergens, que va morir un any després als 102 anys; dues netes, Amy Clark Davidson i Susan Clark Hansley; un net, George Clark, i sis besnets.

## Honors
El 1965, el 54th Street Theatre va ser batejat com a George Abbott Theater en honor seu. L'edifici va ser enderrocat el 1970. La George Abbott Way de la ciutat de Nova York, la secció de West 45th Street al nord-oest de Times Square, també rep el seu nom.
Va rebre el Medalló Handel de la ciutat de Nova York el 1976, doctorats honorífics per les universitats de Rochester i Miami i el Premi Kennedy Center als Assoliments d'una Vida el 1982. També va ser ingressat al Saló de la Fama de l'Espectacle de l'Oest de Nova York i el Saló de la Fama del Teatre Americà. El 1990 li van concedir la Medalla Nacional de les Arts.

## Crèdits professionals

### Teatre
Font: Playbill
- 1915: The Yeomen of the Guard (actor)
- 1918: Daddies (actor)
- 1920: The Broken Wing (actor)
- 1923: Zander the Great (actor)
- 1924: Hell-Bent Fer Heaven (actor)
- 1925: The Fall Guy (dramaturg)
- 1926: Love 'em and Leave 'em  (dramaturg, director)
- 1926: Chicago (director)
- 1926: Broadway (dramaturg, director)
- 1928: Gentlemen of the Press (director)
- 1932: Lilly Turner (dramaturg, director, productor)
- 1932: Twentieth Century (director, productor)
- 1934: Small Miracle (director)
- 1935: Three Men on a Horse (dramaturg, director)
- 1935: Jumbo (director)
- 1936: On Your Toes (llibret)
- 1937: Room Service (director, productor)
- 1937: Brown Sugar (director, productor)
- 1938: The Boys from Syracuse (llibret, director, productor)
- 1939: Too Many Girls (director, productor)
- 1940: Pal Joey (director, productor)
- 1940: The Unconquered (productor, director)
- 1943: Kiss and Tell (teatre) (productor, director)
- 1944: A Highland Fling (teatre) (productor, director)
- 1944: On the Town (director)
- 1945: Billion Dollar Baby (musical) (director)
- 1947: High Button Shoes (director)
- 1948: Where's Charley? (llibret, director)
- 1949: Mrs. Gibbons' Boys (productor, director)
- 1950: Call Me Madam (director)
- 1951: A Tree Grows in Brooklyn (llibret, director, productor)
- 1953: Wonderful Town (director) Me and Juliet (director)
- 1954: The Pajama Game (llibret, director)
- 1955: Damn Yankees (llibret, director)
- 1957: New Girl in Town (llibret, director)
- 1959: Once Upon a Mattress (director)
- 1959: Fiorello! (llibret, director)
- 1960: Tenderloin (llibret, director)
- 1961: Take Her, She's Mine (director)
- 1962: Golfus de Roma (director)
- 1962: Never Too Late (director)[18]
- 1964: Fade Out – Fade In (director)
- 1965: Flora, The Red Menace (llibret, director)
- 1965: Anya (llibret, director)
- 1967: How Now, Dow Jones (director)
- 1968: The Education of H*Y*M*A*N K*A*P*L*A*N (director)
- 1969: The Fig Leaves Are Falling (director)
- 1970: Norman, Is That You? (director)
- 1976: Music Is (llibret, director)
- 1987: Broadway (revival, llibret, director)
- 1994: Damn Yankees (revival, llibret, consultor, revisions de guió)

### Cinema
| Any  | Títol                          | Crèdit                            |
| ---- | ------------------------------ | --------------------------------- |
| 1918 | The Imposter                   | Escriptor, actor (Lem)            |
| 1926 | Love 'Em and Leave 'Em         | Dramaturg                         |
| 1927 | Hills of Peril                 | Dramaturg, A Holy Terror          |
| 1928 | Four Walls                     | Dramaturg                         |
| 1929 | Coquette                       | Dramaturg                         |
| 1929 | The Carnival Man               | Director                          |
| 1929 | Broadway                       | Dramaturg                         |
| 1929 | The Bishop's Candlesticks      | Director                          |
| 1929 | Why Bring That Up?             | Director                          |
| 1929 | The Saturday Night Kid         | Dramaturg, Love 'Em and Leave 'Em |
| 1929 | Night Parade                   | Dramaturg, Ringside               |
| 1929 | Half Way to Heaven             | Director                          |
| 1930 | El Dios del mar                | Escriptor                         |
| 1930 | All Quiet on the Western Front | Escriptor                         |
| 1930 | The Fall Guy                   | Dramaturg                         |
| 1930 | Manslaughter                   | Director                          |
| 1930 | The Sea God                    | Director                          |
| 1931 | The Leap into the Void         | Escriptor                         |
| 1931 | Stolen Heaven                  | Director; escriptor               |
| 1931 | The Incorrigible               | Dramaturg, Manslaughter           |
| 1931 | Sombras del circo              | Dramaturg, Halfway to Heaven      |
| 1931 | À mi-chemin du ciel            | Dramaturg, Halfway to Heaven      |
| 1931 | Secrets of a Secretary         | Director                          |
| 1931 | My Sin                         | Director; escriptor               |
| 1931 | The Cheat                      | Director                          |
| 1932 | Halvvägs till himlen           | Escriptor                         |
| 1932 | Those We Love                  | Dramaturg                         |
| 1933 | Lilly Turner                   | Dramaturg                         |
| 1934 | Heat Lightning                 | Dramaturg                         |
| 1934 | Straight Is the Way            | Dramaturg, Four Walls             |
| 1936 | Three Men on a Horse           | Dramaturg                         |
| 1938 | Broadway                       | Escriptor                         |
| 1939 | On Your Toes                   | Dramaturg                         |
| 1940 | Too Many Girls                 | Director                          |
| 1940 | The Boys from Syracuse         | Dramaturg, director               |
| 1941 | Highway West                   | Dramaturg, Heat Lightning         |
| 1942 | Broadway                       | Dramaturg                         |
| 1947 | Beat the Band                  | Dramaturg                         |
| 1957 | The Pajama Game                | Escriptor, director, productor    |
| 1958 | Damn Yankees                   | Escriptor, director, productor    |

## Premis i nominacions
Font: Playbill
Premis
- 1955 Premi Tony al millor musical – The Pajama Game
- 1956 Premi Tony al millor musical – Damn Yankees
- 1960 Premi Pulitzer de Teatre – Fiorello![19]
- 1960 Premi Tony a la millor direcció de musical – Fiorello!
- 1960 Premi Tony al millor musical – Fiorello!
- 1963 Premi Tony a la millor direcció de musical – Golfus de Roma
- 1976 Premi Tony Especial: Premi Lawrence Langer
- 1983 Premi Drama Desk al Director més destacat en un musical – On Your Toes
- 1987 Premi Tony Especial en ocasió del seu centenari

Nominacions
- 1930 Premi de l'Acadèmia pel millor assoliment en escriptura – All Quiet on the Western Front[3]
- 1958 Premi Writters Guild of America al musical americà millor escrit – Damn Yankees
- 1958 Premi Tony al millor musical – New Girl in Town
- 1958 Premi Writters Guild of America al musical americà millor escrit – The Pajama Game
- 1959 Premi Directors Guild of America per la millor direcció al cinema – Damn Yankees
- 1963 Premi Tony a la millor direcció d'obra – Never Too Late
- 1968 Premi Tony a la millor direcció de musical – How Now, Dow Jones